# Cloridopsis
Cloridopsis is een geslacht van kreeftachtigen uit de klasse van de Malacostraca (hogere kreeftachtigen).

## Soorten
- Cloridopsis bengalensis (Tiwari & Biswas, 1952)
- Cloridopsis dubia (H. Milne Edwards, 1837)
- Cloridopsis gibba (Nobili, 1903)
- Cloridopsis immaculata (Kemp, 1913)
- Cloridopsis scorpio (Latreille, 1828)
- Cloridopsis terrareginensis Stephenson, 1953